# Héric
Héric är en kommun i departementet Loire-Atlantique i regionen Pays de la Loire i nordvästra Frankrike. Kommunen ligger i kantonen Nort-sur-Erdre som tillhör arrondissementet Châteaubriant. År 2022 hade Héric 6 528 invånare.

## Befolkningsutveckling
Antalet invånare i kommunen Héric
| Referens: INSEE |